# Jean Galtier (ingénieur)
Ne doit pas être confondu avec Jean Galtier.
Jean Galtier, né le 29 janvier 1902 à Broquiès et mort le 17 octobre 1971 à Boulogne-Billancourt, est un ingénieur aéronautique français.